# Герои Социалистического Труда Закарпатской области
В настоящий список включены:

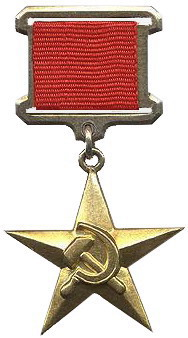
Золотая медаль «Серп и Молот»

- Герои Социалистического Труда, на момент присвоения звания проживавшие на территории современной Закарпатской области, — 45 человек;
- уроженцы Закарпатской области, удостоенные звания Героя Социалистического Труда в других регионах СССР, — 2 человека.

В таблицах отображены фамилия, имя и отчество Героев, должность и место работы на момент присвоения звания, дата Указа Президиума Верховного Совета СССР, отрасль народного хозяйства, место рождения/проживания, а также ссылка на биографическую статью на сайте «Герои страны». Формат таблиц предусматривает возможность сортировки по указанным параметрам путём нажатия на стрелку в нужной графе.

## История
Первыми в Закарпатской области звания Героя Социалистического Труда были удостоены трое колхозных звеньевых — А. В. Лехман, Е. В. Сейпи (Хустский район) и П. Г. Пенчев (Мукачево), которым эта высшая степень отличия была присвоена Указом Президиума Верховного Совета СССР от 16 февраля 1948 года за получение высоких урожаев кукурузы в 1947 году.
Большинство Героев Социалистического Труда в области приходится на сельское хозяйство — 38; на лесную промышленность — 5; на пищевую промышленность и транспорт — по 1.

## Лица, удостоенные звания Героя Социалистического Труда в Закарпатской области
| № | Фамилия, имя, отчество | Даты жизни              | Деятельность                                                             | Дата присвоения       | Отрасль | Место рождения    | ГС       |
| - | ---------------------- | ----------------------- | ------------------------------------------------------------------------ | --------------------- | ------- | ----------------- | -------- |
| 1 | Ладани Анна Михайловна | 14.12.1914 — 19.10.1988 | Звеньевая колхоза имени Ленина Мукачевского района Закарпатской области  | 28.02.1949 26.02.1958 | сельхоз | Мукачевский район | [ ГС 1 ] |
| 2 | Питра Юрий Юрьевич     | 26.03.1914 — 04.03.2009 | Звеньевой совхоза «За нове жыття» Иршавского района Закарпатской области | 26.02.1958 22.12.1977 | сельхоз | Иршавский район   | [ ГС 2 ] |

| №  | Фамилия, имя, отчество              | Даты жизни              | Деятельность | Дата присвоения | Отрасль   | Место рождения       | ГС        |
| -- | ----------------------------------- | ----------------------- | --- | --------------- | --------- | -------------------- | --------- |
| 1  | Алечко Мария Михайловна             | 10.10.1926 — 2000       | Доярка колхоза имени Сталина Тячевского района Закарпатской области | 26.02.1958      | сельхоз   | Тячевский район      |           |
| 2  | Бакша (Като) Маргарита Ивановна     | род. 1926               | Звеньевая Ивановского виноградарского совхоза Министерства пищевой промышленности СССР, Закарпатская область                                                                                        | 05.10.1949      | сельхоз   |                      |           |
| 3  | Бачкай Павел Васильевич             | 1897 — ????             | Звеньевой колхоза имени Ленина Береговского округа Закарпатской области | 21.06.1949      | сельхоз   |                      |           |
| 4  | Бенедек Юрий Юрьевич                | 1905 — ????             | Звеньевой колхоза имени Калинина Береговского округа Закарпатской области | 21.06.1949      | сельхоз   |                      |           |
| 5  | Бигори (Раконца) Гизелла Ивановна   | род. 1927               | Звеньевая виноградарского совхоза «Береговский» Министерства пищевой промышленности СССР, Береговский округ Закарпатской области                                                                    | 05.07.1950      | сельхоз   |                      |           |
| 6  | Биров Антонин Александрович         | род. 01.02.1929         | Председатель колхоза «Прыкордоннык» Виноградовского района Закарпатской области | 08.04.1971      | сельхоз   | Виноградовский район | [ ГС 3 ]  |
| 7  | Бобинец Анна Михайловна             | 23.06.1928 — 20.10.2022 | Доярка колхоза «Заповит Иллича» Межгорского района Закарпатской области | 08.04.1971      | сельхоз   | Межгорский район     | [ ГС 4 ]  |
| 8  | Борат Иван Стефанович               | род. 1933               | Звеньевой Ивановского виноградарского совхоза Министерства пищевой промышленности СССР, Закарпатская область                                                                                        | 05.10.1949      | сельхоз   |                      |           |
| 9  | Галамбош Барнабаш Петрович          | род. 28.06.1935         | Звеньевой совхоза «Прыкордоннык» Ужгородского района Закарпатской области | 17.08.1988      | сельхоз   |                      |           |
| 10 | Ганчев Фёдор Иорданович             | 1900 — ????             | Председатель колхоза имени Димитрова гор. Мукачево Закарпатской области | 28.02.1949      | сельхоз   | *Болгария            | [ ГС 5 ]  |
| 11 | Гудак Юлия Ивановна                 | 1920 — ????             | Полировщица Ужгородского фанерно-мебельного комбината, Закарпатская область | 07.03.1960      | леспром   | Закарпатская область | [ ГС 6 ]  |
| 12 | Гужвай Иван Юрьевич                 | 05.03.1925 — ????       | Звеньевой колхоза «Закарпатская правда» Мукачевского округа Закарпатской области | 28.02.1949      | сельхоз   | Мукачевский район    | [ ГС 7 ]  |
| 13 | Денчиля Григорий Юрьевич            | 1907 — ????             | Начальник лесопункта Кушницкого леспромхоза Иршавского района Закарпатской области | 05.10.1957      | леспром   |                      |           |
| 14 | Долинский Василий Николаевич        | 1902 — ????             | Звеньевой колхоза имени Димитрова гор. Мукачево Закарпатской области | 21.06.1949      | сельхоз   | Мукачевский район    | [ ГС 8 ]  |
| 15 | Казаков Василий Сергеевич           | 1924 — ????             | Машинист электровоза локомотивного депо Мукачево Львовской железной дороги, Закарпатская область | 04.05.1971      | транспорт | *Орловская область   | [ ГС 9 ]  |
| 16 | Ковач Андрей Иванович               | 11.06.1923 — ????       | Звеньевой Мукачевского винсовхоза Закарпатской области | 26.02.1958      | сельхоз   |                      |           |
| 17 | Козарь Мария Юрьевна                | 10.04.1932 — ????       | Бригадир колхоза имени Ленина Мукачевского района Закарпатской области | 08.12.1973      | сельхоз   |                      |           |
| 18 | Лехман Анна Васильевна              | 1929 — ????             | Звеньевая колхоза имени Сталина Хустского округа Закарпатской области | 16.02.1948      | сельхоз   | Хустский район       | [ ГС 10 ] |
| 19 | Лопатюк Юрий Васильевич             | 25.02.1924 — ????       | Бригадир комплексной бригады Солотвинского солерудника Министерства пищевой промышленности Украинской ССР, Закарпатская область                                                                     | 21.07.1966      | пищепром  |                      |           |
| 20 | Мишко Юлия Станковна                | 1914 — ????             | Звеньевая колхоза имени Хрущёва Ужгородского округа Закарпатской области | 04.08.1950      | сельхоз   |                      |           |
| 21 | Мочкош София Михайловна             | 06.12.1929 — ????       | Бригадир колхоза «XXII партсъезд» Мукачевского района Закарпатской области | 24.12.1976      | сельхоз   | Межгорский район     | [ ГС 11 ] |
| 22 | Острев Пенчо Георгиевич             | 13.10.1903 — 13.03.1976 | Звеньевой колхоза имени Димитрова гор. Мукачево Закарпатской области | 28.02.1949      | сельхоз   | *Болгария            | [ ГС 12 ] |
| 23 | Павлюк Анна Андреевна               | 1900 — ????             | Свинарка колхоза имени Сталина Ужгородского округа Закарпатской области | 04.06.1952      | сельхоз   |                      |           |
| 24 | Пазуханич (Зварич) Гафия Дмитриевна | род. 26.06.1927         | Звеньевая колхоза имени Димитрова гор. Мукачево Закарпатской области | 28.02.1949      | сельхоз   | Мукачевский район    | [ ГС 13 ] |
| 25 | Пеев Деньо Стоянович                | 23.09.1912 — 16.06.1973 | Звеньевой колхоза имени Димитрова гор. Мукачево Закарпатской области | 28.02.1949      | сельхоз   | *Болгария            | [ ГС 14 ] |
| 26 | Пенчев Пенчо Генчевич               | 1907 — ????             | Звеньевой колхоза имени Димитрова гор. Мукачево Закарпатской области | 16.02.1948      | сельхоз   | *Болгария            | [ ГС 15 ] |
| 27 | Пеца Анна Дмитриевна                | 19.10.1926 — 13.12.1992 | Бригадир колхоза «XXII партсъезд» Мукачевского района Закарпатской области | 15.12.1972      | сельхоз   | Мукачевский район    | [ ГС 16 ] |
| 28 | Раковци Мария Александровна         | род. 19.09.1937         | Доярка колхоза имени Кирова Виноградовского района Закарпатской области | 06.09.1973      | сельхоз   |                      |           |
| 29 | Ризов Иордан Генчевич               | 29.07.1911 — 26.09.1956 | Звеньевой колхоза имени Димитрова гор. Мукачево Закарпатской области | 28.02.1949      | сельхоз   | *Болгария            | [ ГС 17 ] |
| 30 | Роглев Иосиф Христович              | 09.02.1902 — 29.12.1984 | Бригадир колхоза имени Димитрова, гор. Мукачево Закарпатской области | 28.02.1949      | сельхоз   | *Болгария            | [ ГС 18 ] |
| 31 | Рубиш Юрий Михайлович               | 1915 — ????             | Звеньевой колхоза имени Ленина Мукачевского округа Закарпатской области | 28.02.1949      | сельхоз   | Мукачевский район    | [ ГС 19 ] |
| 32 | Русинко Мария Михайловна            | 1925 — ????             | Звеньевая Мукачевского виноградарского совхоза Министерства пищевой промышленности СССР, Мукачевский район Закарпатской области                                                                     | 05.10.1949      | сельхоз   |                      |           |
| 33 | Сейпи Елена Валентиновна            | 1929 — ????             | Звеньевая колхоза имени Сталина Хустского округа Закарпатской области | 16.02.1948      | сельхоз   | Хустский район       | [ ГС 20 ] |
| 34 | Семеняк Илья Васильевич             | 1905 — ????             | Бригадир колхоза имени Димитрова гор. Мукачево Закарпатской области | 28.02.1949      | сельхоз   | Мукачевский район    | [ ГС 21 ] |
| 35 | Симканич Мария Антоновна            | 01.11.1934 — 09.08.2008 | Доярка колхоза «За нове життя» Иршавского района Закарпатской области | 22.03.1966      | сельхоз   | Иршавский район      | [ ГС 22 ] |
| 36 | Скучка Ирина Михайловна             | род. 06.08.1938         | Наборщица шпона Ужгородского фанерно-мебельного комбината имени А. А. Борканюка Министерства лесной, целлюлозно-бумажной и деревообрабатывающей промышленности Украинской ССР, Закарпатская область | 19.03.1981      | леспром   | Закарпатская область | [ ГС 23 ] |
| 37 | Спивак Антон Иванович               | 1900 — ????             | Председатель колхоза «Жовтнева перемога» Виноградовского района Закарпатской области | 26.02.1958      | сельхоз   |                      |           |
| 38 | Ткалич Александр Александрович      | 1927 — ????             | Бригадир колхоза имени Димитрова Мукачевского района Закарпатской области | 23.06.1966      | сельхоз   | *Донецкая область    |           |
| 39 | Фенич Василий Антонович             | 1923 — ????             | Председатель колхоза «Искра» Виноградовского района Закарпатской области | 26.02.1958      | сельхоз   |                      |           |
| 40 | Чотари Карл Иосифович               | 1926 — ????             | Звеньевой виноградарского совхоза «Береговский» Министерства пищевой промышленности СССР, Береговский округ Закарпатской области                                                                    | 05.07.1950      | сельхоз   |                      |           |
| 41 | Чуса Иван Васильевич                | 17.05.1929 — 25.11.2008 | Бригадир комплексной бригады Усть-Чернянского лесокомбината Министерства лесной, целлюлозно-бумажной и деревообрабатывающей промышленности СССР, Закарпатская область                               | 17.09.1966      | леспром   |                      |           |
| 42 | Шорбан Василий Юрьевич              | 16.03.1924 — ????       | Вальщик леса Раховского леспромхоза Министерства лесной и деревообрабатывающей промышленности Украинской ССР, Закарпатская область                                                                  | 07.05.1971      | леспром   |                      |           |
| 43 | Шош Эрнест Иосифович                | 1925 — ????             | Звеньевой виноградарского совхоза «Береговский» Министерства пищевой промышленности СССР, Береговский округ Закарпатской области                                                                    | 05.07.1950      | сельхоз   |                      |           |

## Уроженцы Закарпатской области, удостоенные звания Героя Социалистического Труда в других регионах СССР
| № | Фамилия, имя, отчество   | Даты жизни              | Деятельность | Дата присвоения | Отрасль  | Место рождения  | ГС       |
| - | ------------------------ | ----------------------- | --- | --------------- | -------- | --------------- | -------- |
| 1 | Палош Георгий Степанович | 27.04.1926 — 03.12.2012 | Старший буровой мастер Львовской геологической экспедиции треста «Киевгеология» Министерства геологии Украинской ССР | 04.07.1966      | геология | Иршавский район |          |
| 2 | Пишта Михаил Васильевич  | 14.10.1922 — 04.07.1999 | Свинарь совхоза «Каховский» Каховского района Херсонской области                                                     | 22.03.1966      | сельхоз  |                 | [ ГС 1 ] |